# 1539 (numero)
Millecinquecentotrentanove è il numero naturale dopo il 1538 e prima del 1540.

## Proprietà matematiche
- È un numero dispari.
- È un numero composto da 10 divisori:  1, 3, 9, 19, 27, 57, 81, 171, 513, 1539. Poiché la somma dei divisori (escluso il numero stesso) è 881 < 1539, è un numero difettivo.
- È un numero nontotiente in quanto dispari e diverso da 1.
- È un numero palindromo nel sistema di numerazione posizionale a base 2 (11000000011) e nel sistema posizionale a base 8 (3003).
- È un numero intero privo di quadrati.
- È un numero malvagio.
- È parte delle terne pitagoriche (552, 1539, 1635), (1260, 1539, 1989), (1539, 2052, 2565), (1539, 3100, 3461), (1539, 4752, 4995), (1539, 6840, 7011), (1539, 14580, 14661), (1539, 20748, 20805), (1539, 43848, 43875), (1539, 62320, 62339), (1539, 131580, 131589), (1539, 394752, 394755), (1539, 1184260, 1184261).

## Astronomia
- 1539 Borrelly è un asteroide della fascia principale del sistema solare.
- NGC 1539-1 è una galassia nella costellazione del Toro.

## Astronautica
- Cosmos 1539 è un satellite artificiale russo.